# Помни…
Помни… (англ. Know by Heart) — компьютерная приключенческая игра, разработанная и изданная студией Ice-Pick Lodge. Была выпущена 10 февраля 2022 года для платформ Windows, PlayStation 4, Xbox One.

## Разработка
6 июля 2020 Ice-Pick Lodge анонсировали 3 авторских игры и сценарий Бакалавра для «Мора»: «Франц» — игра основателя студии Николая Дыбовского, вдохновлённой мысленным экспериментом «Китайская комната»; «Метосказка» (ранее «Нейро Сказка») — игра Nemo Soda, описываемая как взгляд на эволюцию «через призму биохоррора»; и «Помни…» — игра техдиректора студии Айрата Закирова. 5 января 2021 года разработчики выпустили первый трейлер игры «Помни…», выпуск игры был назначен на второй квартал 2021 года. 14 мая 2021 года разработчики показали геймплейный трейлер игры. Также разработчики создавали динамические сцены с помощью VR-шлема и контролеров Oculus VR, имитируя съёмку с рук. Авторы вдохновлялись Metal Gear Solid V: The Phantom Pain, где использовался похожий приём для кат-сцен. 8 октября 2021 года разработчики сообщили, выход игры «Помни…» перенесён на 10 февраля 2022, чтобы не затеряться на фоне крупных релизов. 10 февраля 2023 года был анонсирован выход версии для Nintendo Switch, назначенный на 9 марта.

## Игровой процесс
Игра представляет собой симулятор ходьбы, разбавленный мини-играми.

## Сюжет
Михаил — обычный человек, который каждый день катается на работу, проверяет пропуски, и так — изо дня в день. Его беспросветные будни иногда разбавляют пугающие события, которые лишь угнетают его. Но что-то светлое в его жизни тоже имеется: это воспоминания о детстве. У Миши было много друзей, но они давно уехали из родного города, и связь с ними пропала. Всё меняется, когда в город возвращается Ася — подруга и тайная любовь Миши, которая помогает ему вспомнить, что такое счастье.

## Оценки
| Сводный рейтинг       | Сводный рейтинг |
| Агрегатор             | Оценка          |
| --------------------- | --------------- |
| Metacritic            | 65/100          |
| OpenCritic            | 66/100          |
| «Критиканство»        | 71/100          |
| Иноязычные издания    |                 |
| Издание               | Оценка          |
| Eurogamer             | 7/10            |
| Русскоязычные издания |                 |
| Издание               | Оценка          |
| 3DNews                | 7,5/10          |
| Riot Pixels           | 70 %            |
| StopGame.ru           | Проходняк       |
| «Игромания»           | [ 17 ]          |

Игра получила смешанные отзывы, согласно сайтам агрегации отзывов.